# Bactris herrerana
Bactris herrerana är en enhjärtbladig växtart som beskrevs av Cascante. Bactris herrerana ingår i släktet Bactris och familjen Arecaceae.
Artens utbredningsområde är Costa Rica. Inga underarter finns listade i Catalogue of Life.